# Dafeng
Dafeng (大丰S,  DàfēngP) è una grande città della Cina, situata nella provincia di Jiangsu e amministrata dalla prefettura di Yancheng e nel distretto di Dafeng. Dafeng è una città nel senso europeo: un insediamento urbano. Dafeng è un agglomerato più piccolo di aree urbane, delimitato da una cintura tra città nel senso  europeo. Questa cintura agraria è costituita da aree agrarie all'interno dei sottodistretti del distretto.
Per area urbana si intendono i quartieri e le altre aree che sono collegate all'abitato vero e proprio della città centrale. Il centro amministrativo del distretto appartiene al sottodistretto di Dazhong.
La città ha censito nel 2010 347389 abitanti sui 706662 del distretto di Dafeng; nel 2000 contava invece 260613 abitanti sui 756766 del distretto. Non ha una stazione ferroviaria, ma la stazione più vicina dista pochi km dall'insediamento urbano di Dafeng. L'antico sottodistretto di Yuhua (裕华镇, 36030 abitanti nel 2010) almeno parzialmente faceva parte della città. La città si trova in prossimità del Mar Giallo.
In essa è parlato un distinto dialetto del cinese mandarino. 
La città si pone all'incrocio delle due strade nazionali S226 e S332. Dei fiumi scorrono attraverso la città. Non si trova un aeroporto nella città.   